# Apalachin-Meeting
Das Apalachin-Meeting war eine Zusammenkunft von fast allen Bossen der amerikanischen Cosa Nostra am 14. November 1957 in der Gemeinde Apalachin in New York. Das Treffen endete vorzeitig, als beim Erscheinen der Polizei die Mehrzahl der Mafiosi zu flüchten versuchte. Dennoch gelang es der Polizei, die Personalien von 62 Mafiosi festzustellen.
Das Apalachin-Meeting markiert einen Wendepunkt in der Innenpolitik der USA. Erstmals lagen Beweise vor, dass ein nationales Verbrecher-Syndikat existiert, was zuvor vor allem vom FBI unter J. Edgar Hoover geleugnet worden war. Erst am 27. November 1957 verkündete Hoover das „Top Hoodlum Program“, mit dem das FBI den Kampf gegen die amerikanische Cosa Nostra aufnahm.

## Vorgeschichte
1931 konnte Lucky Luciano die Idee von einem nationalen Verbrecher-Syndikat (National Crime Syndicate) verwirklichen. Die gesamten USA wurden in Einfluss-Sphären und Gebiete für die italo-amerikanischen Familien aufgeteilt. Die Kommission, das Leitungsorgan des Syndikates, regelte die Zusammenarbeit der Familien und schlichtete Streitigkeiten. Damit war die Zeit der Bandenkriege und Gewaltexzesse vorbei: anstatt sich zu befehden, arbeiteten die Familien nun zusammen. Da alle Beteiligten das Schweigegebot der Omertà beachteten, konnten sie weitgehend ohne störende Angriffe durch die Strafverfolgungsbehörden oder Medien handeln.
Es gab zwar weiterhin erfolgreiche Aktionen der Justiz gegen einzelne Mitglieder der amerikanischen Cosa Nostra, wie die Festnahme und spätere Abschiebung Lucianos oder die Hinrichtung Buchalters. Die Existenz eines landesweit operierenden Verbrechersyndikates konnte jedoch verheimlicht werden.
Insbesondere das FBI und J. Edgar Hoover betrachteten die italo-amerikanischen Banden nur als lokales Ereignis, für das das FBI nicht zuständig war.

## Tagesordnung
Es ist allgemein anerkannt, dass die folgenden zwei Themen im Mittelpunkt des Meetings standen.
Am 1. Juli 1957 trat der „Narcotic Control Act“ in Kraft. Dadurch wurde der Drogenhandel zu einem Bundesvergehen. Zudem wurden die Mindeststrafen drastisch erhöht. Mehrere Bosse forderten wegen der dadurch erhöhten Risiken das Verbot des Drogenhandels für alle Angehörigen der amerikanischen Cosa Nostra. Auf der anderen Seite waren vor allem Vito Genovese und Joseph Bonanno bereits am lukrativen Drogenhandel beteiligt und hatten kein Interesse daran, auf die enormen Gewinne zu verzichten.
In New York war Vito Genovese durch zwei Mordanschläge zum mächtigsten Boss geworden. Der erste Mordanschlag galt seinem eigenen Boss Frank Costello. Costello überlebte zwar, doch zog er sich nach weiteren Drohungen von Genovese zurück und übergab ihm die Leitung der „Familie“, die seitdem als Genovese-Familie klassifiziert ist. Der zweite Mordanschlag fand am 25. Oktober 1957 statt und galt Albert Anastasia, dem Boss der damaligen Mangano-Familie, der erschossen wurde. Diese Familie wurde danach von Genoveses Verbündetem Carlo Gambino übernommen.
Genovese hatte beide Mordanschläge ohne die eigentlich erforderliche vorherige Zustimmung der Kommission befohlen. Diese Zustimmung wollte er nun auf dem Treffen in Apalachin nachträglich einholen. Außerdem plante Genovese, sich auf dem Apalachin-Meeting zum „Capo di tutti i capi“ (it.: Boss aller Bosse) ausrufen zu lassen, einen Titel, den jedoch schon Salvatore Maranzano nach dem Krieg von Castellammare im Jahr 1931 nicht lange für sich beanspruchen konnte, da er am 10. September 1931 ermordet wurde.

## Das Meeting
Die Zusammenkunft fand im Haus von Joseph „Joe the Barber“ Barbara statt, dem Oberhaupt der Pittston-Familie (Pittston crime family). Über 100 Mafiosi versammelten sich, es fehlten lediglich Meyer Lansky, Carlos Marcello und Lucky Luciano, denen die Einreise verboten war.
Das Meeting endete vorzeitig gegen Mittag, als die versammelten Gangster zwei Polizisten bemerkten, die sich die Nummernschilder der vor dem Haus geparkten Autos notierten. Die beiden Polizisten waren Sergeant Edgar Croswell und Trooper Vincent Vasisko von der New York State Police. Als die Gangster die Polizisten sahen, gerieten fast alle in Panik und versuchten zu fliehen. Die Flucht endete für die meisten an einer zwischenzeitlich von Croswell eingerichteten Straßensperre. Eine weitere Gruppe versuchte zu Fuß durch die Wälder zu entkommen, doch die Polizei der umliegenden Gemeinden konnte viele von ihnen festnehmen. Da keine Anhaltspunkte für eine Straftat vorlagen, konnten State Trooper und die Polizei lediglich die Personalien aufnehmen und mussten alle Beteiligten laufen lassen. Die Mafiosi, die in Barbaras Haus blieben, blieben unbehelligt.
Alle Festgenommenen gaben als Anlass für ihren Aufenthalt in Apalachin an, dass sie Joe Barbara, der kürzlich einen leichten Herzinfarkt erlitten hatte, einen Krankenbesuch abgestattet hätten, und dass es reiner Zufall sei, dass 100 Freunde von Barbara genau dieselbe Idee hatten. Insgesamt wurden 62 Personen festgenommen und identifiziert, 50 waren vorbestraft.

## Die Folgen
Die Versammlung und die groteske Massenflucht erregten große Aufmerksamkeit in den gesamten USA. Zwar war, nicht zuletzt durch die Kefauver-Hearings, auch vor Apalachin bekannt, dass es italo-amerikanische Banden gab, doch wurden diese als isolierte lokale Einheiten betrachtet. Insbesondere das FBI und J. Edgar Hoover bestritten jahrelang die Existenz einer landesweiten Organisation. Nach massivem Druck durch die Öffentlichkeit und die Verhaftungen von Apalachin änderte sich dies jedoch: die amerikanische Cosa Nostra wurde nun als landesweite Organisation und Bedrohung wahrgenommen. Bereits am 27. November 1957 verkündete Hoover das „Top Hoodlum Program“.
Es ist nicht bekannt, ob und was auf dem Treffen tatsächlich entschieden wurde. Die Position von Genovese als Boss der später nach ihm benannten Familie wurde nach Apalachin nie mehr angezweifelt. Da aber Genovese der Initiator des Treffens war, wurde er von zahlreichen Mafiosi für die Blamage und die Enttarnung des Syndikates verantwortlich gemacht. Sein Versuch, „Boss der Bosse“ zu werden, war damit endgültig gescheitert.

### Festgenommene Mafiosi
| Name                                    | Zuordnung                                        | Position    | Anmerkung   |
| --------------------------------------- | ------------------------------------------------ | ----------- | ----------- |
| Joseph „Joe the Barber“ Barbara         | Pittston-Familie (Pittston crime family)         | Boss        | Gastgeber   |
| Rosario „Russell“ Bufalino              | Pittston-Familie (Pittston crime family)         | Underboss   | Organisator |
| Dominick „Nick“ Alaimo                  | Pittston-Familie (Pittston crime family)         | Caporegime  |             |
| Angelo J. Sciandra                      | Pittston-Familie (Pittston crime family)         | Caporegime  |             |
| Ignatius Cannone                        | Pittston-Familie (Pittston crime family)         | Caporegime  |             |
| Anthony „The Gov“ Guarnieri             | Pittston-Familie (Pittston crime family)         | Soldato     |             |
| James „Dave“ Ostico                     | Pittston-Familie (Pittston crime family)         | Caporegime  |             |
| Pasquale „Patsy“ Turrigiano             | Pittston-Familie (Pittston crime family)         | Caporegime  |             |
| Emanuel „Manny“ Zicari                  | Pittston-Familie (Pittston crime family)         | Caporegime  |             |
| Salvatore „Vicious“ Trivalino           | Pittston-Familie (Pittston crime family)         | Soldato     |             |
| Pasquale „Patsy“ Monachino              | Pittston-Familie (Pittston crime family)         | Soldato     |             |
| Pasquale „Patsy“ Sciortino              | Pittston-Familie (Pittston crime family)         | Soldato     |             |
| Morris „Moe“ Modugno                    | Pittston-Familie (Pittston crime family)         | Soldato     |             |
| Bartolo „Bart“ Guccia                   | Pittston-Assoziierter                            | Associate   |             |
| Giovanni „John“ Bonventre               | Bonanno-Familie (Bonanno crime family)           | Caporegime  |             |
| Anthony „Tony“ Riela                    | Bonanno-Familie (Bonanno crime family)           | Caporegime  |             |
| Natale „Joe Diamonds“ Evola             | Bonanno-Familie (Bonanno crime family)           | Caporegime  |             |
| Vito „Don Vito“ Genovese                | Genovese-Familie (Genovese crime family)         | Boss        | Initiator   |
| Gerardo „Jerry“ Catena                  | Genovese-Familie (Genovese crime family)         | Underboss   |             |
| Michele „Big Mike“ Miranda              | Genovese-Familie (Genovese crime family)         | Consigliere |             |
| Salvatore „Charles“ Chiri               | Genovese-Familie (Genovese crime family)         | Caporegime  |             |
| Carlo „Don Carlo“ Gambino               | Gambino-Familie (Gambino crime family)           | Boss        |             |
| Joseph „Staten Island Joe“ S. Riccobono | Gambino-Familie (Gambino crime family)           | Consigliere |             |
| Constantino Paul „Big Paul“ Castellano  | Gambino-Familie (Gambino crime family)           | Caporegime  |             |
| Carmine „The Doctor“ Lombardozzi        | Gambino-Familie (Gambino crime family)           | Caporegime  |             |
| Armand „Tommy“ Simonetti                | Gambino-Familie (Gambino crime family)           | Caporegime  |             |
| Vincent „Nunzio“ Rao                    | Lucchese-Familie (Lucchese crime family)         | Consigliere |             |
| Giovanni „Big John“ Ormento             | Lucchese-Familie (Lucchese crime family)         | Caporegime  |             |
| Joseph „Joe Palisades“ Rosato           | Lucchese-Familie (Lucchese crime family)         | Caporegime  |             |
| Joseph „Don Peppino“ Profaci            | Profaci-Familie (Profaci crime family)           | Boss        |             |
| Joseph „Joe Malyak“ Magliocco           | Profaci-Familie (Profaci crime family)           | Underboss   |             |
| Salvatore „Sam“ Tornabe                 | Profaci-Familie (Profaci crime family)           | Caporegime  |             |
| Francesco „Fat Frank“ Majuri            | DeCavalcante-Familie (DeCavalcante crime family) | Underboss   |             |
| Louis „Fat Lou“ LaRasso                 | DeCavalcante-Familie (DeCavalcante crime family) | Caporegime  |             |
| John C. Montana                         | Magaddino-Familie (Magaddino crime family)       | Underboss   |             |
| Antonino „Nino“ Magaddino               | Magaddino-Familie (Magaddino crime family)       | Caporegime  |             |
| Rosario „Roy“ Carlisi                   | Magaddino-Familie (Magaddino crime family)       | Caporegime  |             |
| James „Jimmy“ LaDuca                    | Magaddino-Familie (Magaddino crime family)       | Caporegime  |             |
| Samuel „Sam“ Lagattuta                  | Magaddino-Familie (Magaddino crime family)       | Caporegime  |             |
| Dominick D’Agostino                     | Magaddino-Familie (Magaddino crime family)       | Caporegime  |             |
| Joseph Falcone                          | Magaddino-Familie (Magaddino crime family)       | Caporegime  |             |
| Salvatore Falcone                       | Magaddino-Familie (Magaddino crime family)       | Soldato     |             |
| Rosario „Roy“ Mancuso                   | Magaddino-Familie (Magaddino crime family)       | Soldato     |             |
| Constenze „Stanley“ Valenti             | Rochester-Familie (Rochester crime family)       | Boss        |             |
| Frank J. Valenti                        | Rochester-Familie (Rochester crime family)       | Underboss   |             |
| Michael „Mike“ James Genovese           | LaRocca-Familie (LaRocca crime family)           | Caporegime  |             |
| Gabriel „Kelly“ Mannarino               | LaRocca-Familie (LaRocca crime family)           | Caporegime  |             |
| Giuseppe „Joseph“ Ida                   | Philadelphia-Familie (Philadelphia crime family) | Boss        |             |
| Dominick „Big Dom“ Olivetto             | Philadelphia-Familie (Philadelphia crime family) | Underboss   |             |
| John T. Scalish                         | Cleveland-Familie (Cleveland crime family)       | Boss        |             |
| Giovanni „John“ DeMarco                 | Cleveland-Familie (Cleveland crime family)       | Consigliere |             |
| Frank „The Cheeseman“ Cucchiara         | Patriarca-Familie (Patriarca crime family)       | Consigliere |             |
| Frank Zito                              | Chicago Outfit                                   | Caporegime  |             |
| Santo Trafficante, Jr.                  | Trafficante-Familie (Trafficante crime family)   | Boss        |             |
| Joseph Francis Civello                  | Civello-Familie (Civello crime family)           | Boss        |             |
| John Francis Colletti                   | Civello-Familie (Civello crime family)           | Soldato     |             |
| Vincenzo James „Black Jim“ Colletti     | Colorado-Familie (Colorado crime family)         | Boss        |             |
| Frank A. „One Eye“ DeSimone             | Los Angeles-Familie (Los Angeles crime family)   | Boss        |             |
| Simone „Sam“ Scozzari                   | Los Angeles-Familie (Los Angeles crime family)   | Underboss   |             |

## Mythen und Vermutungen
Gelegentlich wird behauptet, dass J. Edgar Hoover am Apalachin-Meeting teilgenommen habe. Irgendwelche Beweise oder Indizien hierfür sind jedoch nicht bekannt.
Es gibt unterschiedliche Versionen darüber, wie Sergeant Croswell das Meeting entdeckte:
- Ein Jahr vor dem Apalachin-Meeting soll bereits eine Sitzung der Kommission in Joe Barbaras Haus stattgefunden haben, an der auch Carmine Galante teilnahm. Galante wurde im Anschluss von Croswell wegen einer Geschwindigkeitsüberschreitung festgenommen. Nachdem Croswell das Vorstrafenregister Galantes sah, soll er beschlossen haben, in Zukunft ein Auge auf Joe Barbara zu haben.
- In der kleinen Gemeinde Apalachin (1200 Einwohner) fiel Barbara dadurch auf, dass er Hotelzimmer für über 100 Personen buchte.[7]
- Meyer Lansky, der wegen Krankheit nicht teilnahm, soll Croswell informiert haben, dass eine Konferenz von Kriminellen in Apalachin stattfand. Lansky war eng befreundet mit Luciano und Costello, die beide von Genovese verdrängt wurden, so dass ein Tipp an die Polizei als Racheakt verständlich gewesen wäre.

## Adaptionen
- Im Film Die schwarze Hand der Mafia aus dem Jahr 1959 wurde die Ermordung von Albert Anastasia und einem darauffolgenden Mafia-Gipfel dem Apalachin-Meeting nachempfunden.
- Als 1966 im Restaurant La Strella in New York City dreizehn Vollmitglieder der amerikanischen Cosa Nostra verhaftet wurden, betitelte die Zeitung The New York Times den Vorgang als „Little Apalachin“.[8]
- Das Apalachin-Meeting findet im Film Die Valachi Papiere Erwähnung
- Das Apalachin-Meeting findet Erwähnung im Film GoodFellas – Drei Jahrzehnte in der Mafia
- Das Treffen dient im Film Reine Nervensache als Eröffnung.
- Das Apalachin-Meeting findet im Film Malavita – The Family Erwähnung.
- In The Alto Knights  von 2025 wird die Theorie ausgemalt, Castello habe die Polizeikontrollen eingefädelt, um die Mafia so weit zu schwächen, dass ihm ein ungefährdeter Ruhestand möglich wird.